# مكتبة دولة روسيا

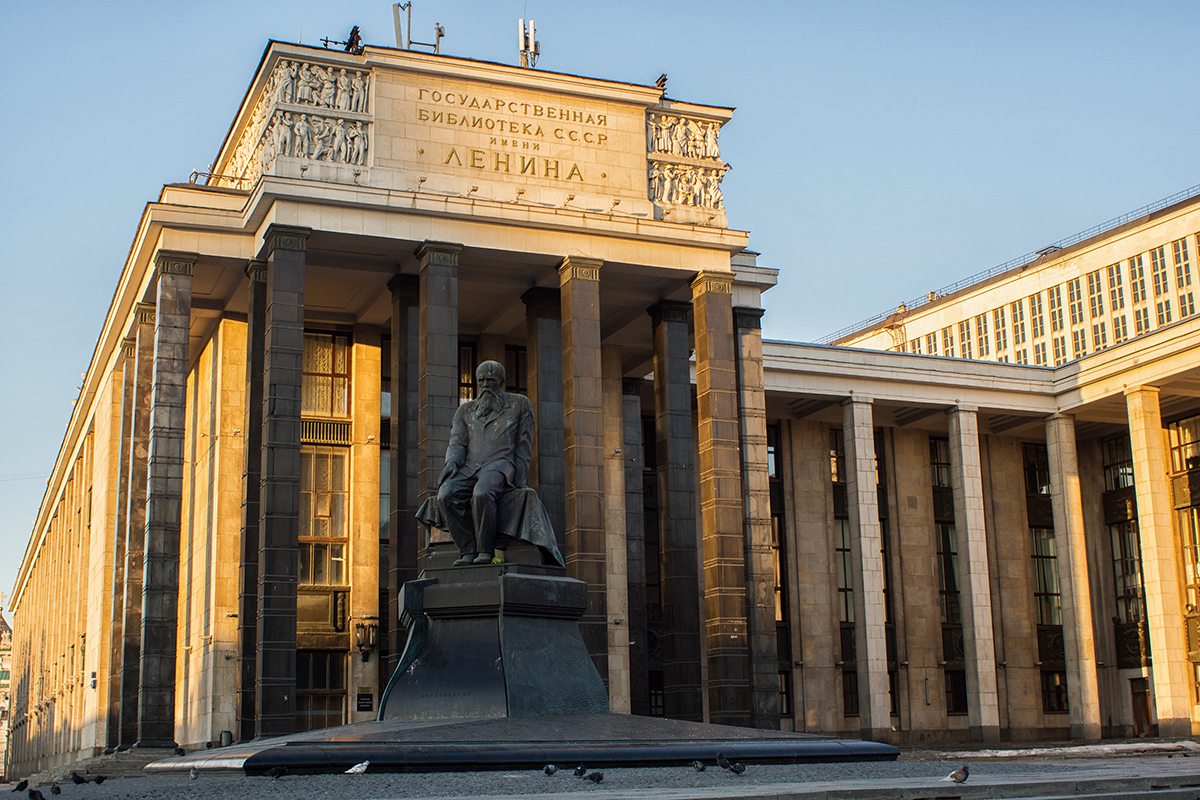
المكتبة الوطنية الروسية، 2013 م.

مكتبة دولة روسيا (بالروسية: Российская государственная библиотека) هي المكتبة الوطنية في روسيا.
تحتوي المكتبة على مجموعة فريدة من نوعها من المطبوعات والمخطوطات الوطنية والأجنبية التي الفت ب 367 لغة من لغات شعوب العالم. ويزيد مخزون المكتبة عن 44 مليون نسخة من الكتب والمخطوطات والدراسات العلمية والنشرات الدورية.
للمكتبة خزانة للكتب الشرقية، أعدها في الأصل المستشرق والرحالة أبرآم نوروف، وتحوي اليوم على أكثر من 800 ألف كتاب، أغلبها تتعلق بالدين الإسلامي.

## التاريخ
أسست هذه المكتبة في 1 يوليو عام 1862 كونها أول مكتبة عامة مجانية في موسكو. وضم مخزونها الاولي مجموعة غنية من الكتب والمخطوطات تحتوي على ما يقارب 100 الف نسخة جمعها الأمير نيقولاي روميانتسيف الذي أطلق على المكتبة اسمه نسبة اليه، وسلم ورثته هذه المجموعة فيما بعد إلى الدولة الروسية. وكانت المكتبة تقع في وسط موسكو، وذلك بدار باشكوف التي صممها المعماري الروسي فاسيلي باجينوف بالقرب من الكرملين. وكانت قاعة المطالعة حينذاك تتسع فقط لـ 20 مقعدا للقراء.
ومنذ عام 1862 باتت المكتبة تتسلم نسخة من كافة المطبوعات التي تصدر في روسيا. كما اهدى مواطنون للمكتبة مئات من مجموعات الكتب والمخطوطات. وتم في قاعاتها للمطالعة اعداد الكثير من المؤلفات الفنية والدراسات العلمية. وكان الكتاب الروس المشهورون مثل ليو تولستوي وفيودر دوستويفسكي وأنطون تشيخوف وفلاديمير كورولينكو ضمن قراء المكتبة الدائمين.
وتم في عامي 1914-1915 افتتاح خزانة جديدة تتسع ل 500 الف مجلد، بالإضافة إلى قاعة للمطاعة تتسع ل 300 مقعد للقراء. وبعد عام 1917 أزداد مخزون المكتبة على حساب مجموعات الكتب المؤممة، وذلك باكثر من 1.5 مليون مجلد. وكانت المكتبة قبل ثورة عام 1917 تحمل اسم روميانتسيف. وتم في عام 1921 تغيير تسميتها، واطلقت عليها تسمية لينين. وصارت تسمى مكتبة لينين الحكومية كونها خزانة الكتب الرئيسية والمكتبة الوطنية رقم 1 في البلاد.
وفي عامي 1925 – 1926 انشئت في المكتبة اقسام خاصة ومتحف للكتب. وظلت مكتبة لينين طيلة الحرب الوطنية العظمى المكتبة الوحيدة العاملة في موسكو التي لم يتم إجلاؤها، وذلك ماعدا قسم منها يحتوي على مطبوعات نادرة وقيمة للغاية. واستغرقت عملية إنشاء واستيعاب مبنى جديد للمكتبة طيلة الفترة ما بين عام 1930 وعام 1960 . وأصدر الرئيس الروسي في 29 يناير عام 1992 مرسوما بتحويل اسم مكتبة لينين إلى المكتبة الوطنية الروسية.